# غاري ماكلارين
غاري ماكلارين (بالإنجليزية: Gary MacLaren)‏ هو سياسي أمريكي، ولد في 28 مارس 1942. نشط حزبياً في الحزب الجمهوري. وقد انتخب عضو مجلس نواب مونتانا.